# Vindinge Sogn (Roskilde Kommune)
 For alternative betydninger, se Vindinge Sogn. (Se også artikler, som begynder med Vindinge Sogn)
Vindinge Sogn er et sogn i Roskilde Domprovsti (Roskilde Stift).
I 1800-tallet var Vindinge Sogn anneks til Reerslev Sogn. Begge sogne hørte til Tune Herred i Roskilde Amt. Reerslev-Vindinge sognekommune blev ved kommunalreformen i 1970 delt, så Reerslev blev indlemmet i Høje-Tåstrup Kommune og Vindinge blev indlemmet i Roskilde Kommune.
I Vindinge Sogn ligger Vindinge Kirke.
I sognet findes følgende autoriserede stednavne:
- Herredsfogedhuse (bebyggelse)
- Løkkehuse (bebyggelse)
- Vindinge (bebyggelse, ejerlav)
- Vindinge Lillevang (bebyggelse, ejerlav)